# Francia dopo il 1870
La Francia dopo il 1870, a seguito del crollo dell'impero di Napoleone III, aveva subito un rilevante ridimensionamento del proprio ruolo geopolitico in un'Europa in cui si imponeva la Prussia di Bismarck.
Le elezioni francesi dell'8 febbraio 1871 per l'Assemblea Nazionale diedero una forte maggioranza ai monarchici.
L'Assemblea si trovò a dover affrontare due problemi essenziali, porre fine all'occupazione prussiana, conseguente alla guerra franco-prussiana, e spegnere l'incendio rivoluzionario scoppiato a Parigi.

## Comunardi
Parigi uscì dall'assedio prussiano stremata: regnavano la disoccupazione fra gli operai e si susseguivano fallimenti dei piccoli commercianti. La maggioranza moderata dei deputati vedeva in Parigi un pericoloso focolaio di disordine sociale da reprimere senza concessioni: tutto fu messo in opera per colpire la capitale.
La città insorse e fu proclamata la Comune di Parigi (26 marzo - 28 maggio 1871).
I comunardi iniziarono una riorganizzazione dell'apparato statale e amministrativo. La Comune unificò i poteri esecutivo e legislativo e sottopose al controllo popolare la Giustizia; laicizzò completamente l'insegnamento e ridusse la religione ad affare privato, progettò la riorganizzazione della Francia in una federazione di liberi comuni.

## Reazione

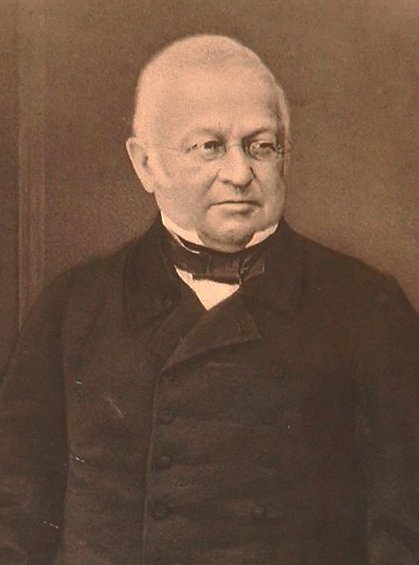
Adolphe Thiers

Alla borghesia francese, agli aristocratici ed ai proprietari terrieri la Comune sembrò una minaccia da eliminare al più presto e dalle radici.
Adolphe Thiers, capo dell'esecutivo, formò un esercito sotto il comando del Maresciallo Mac Mahon con cui venne posto l'assedio a Parigi.
Si combatté una spietata guerra civile che portò alla caduta della Comune.
La liquidazione della Comune consentì a Thiers di affrontare la questione dello sgombero del territorio nazionale dalle truppe tedesche.
L'indennità di guerra di cinque miliardi di franchi oro venne pagata, i debiti vennero fronteggiati con un regime di tassazione indiretta molto duro.
Fu votato il servizio militare obbligatorio con l'obiettivo di formare un esercito in grado di fronteggiare la Germania.

## Mac Mahon

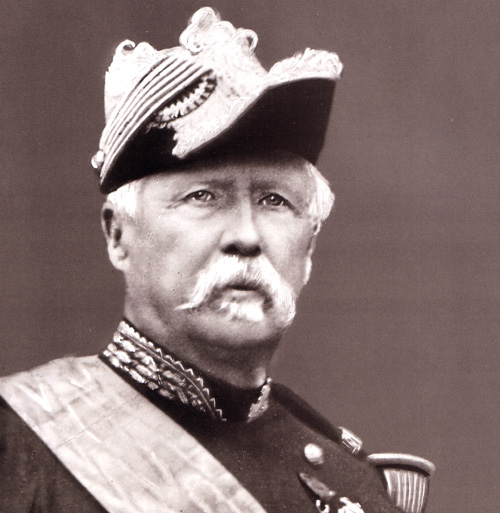
Patrice de Mac-Mahon

Thiers, non abbastanza conservatore per la maggioranza monarchica dell'assemblea, venne indotto alle dimissioni e fu eletto alla Presidenza della Repubblica il Maresciallo Mac Mahon, il quale doveva creare le condizioni per la fine della repubblica.
Il progetto di restaurazione monarchica fallì, ma la posizione di Mac-Mahon come Presidente della Repubblica fu mantenuta per i suoi meriti patriottici e militari.

## La Costituzione del 1875
Una grande vittoria dei repubblicani, alla fine del 1874, nelle elezioni municipali, creò le condizioni perché si votasse nel 1875 una Costituzione destinata a durare fino al 1940.
La Costituzione del 1875 attribuì il potere legislativo a una Camera dei deputati e a un Senato. Il potere esecutivo venne affidato a un Presidente della Repubblica eletto ogni sette anni dalle Camere, con potere di comando sulle forze armate.

## Georges Boulanger
Centro della lotta contro il regime divenne il generale Georges Boulanger il quale, però, debole ed incerto, non osò compiere il colpo di Stato militare cui lo spingevano le destre, con il conseguente fallimento suo e delle destre radicali stesse: Boulanger il 1º aprile 1889 fuggì in Belgio e si suicidò il 30 settembre 1891.
Le elezioni del settembre 1889 diedero una salda maggioranza ai repubblicani, uniti contro il pericolo di boulangista.

## L'affare Dreyfus

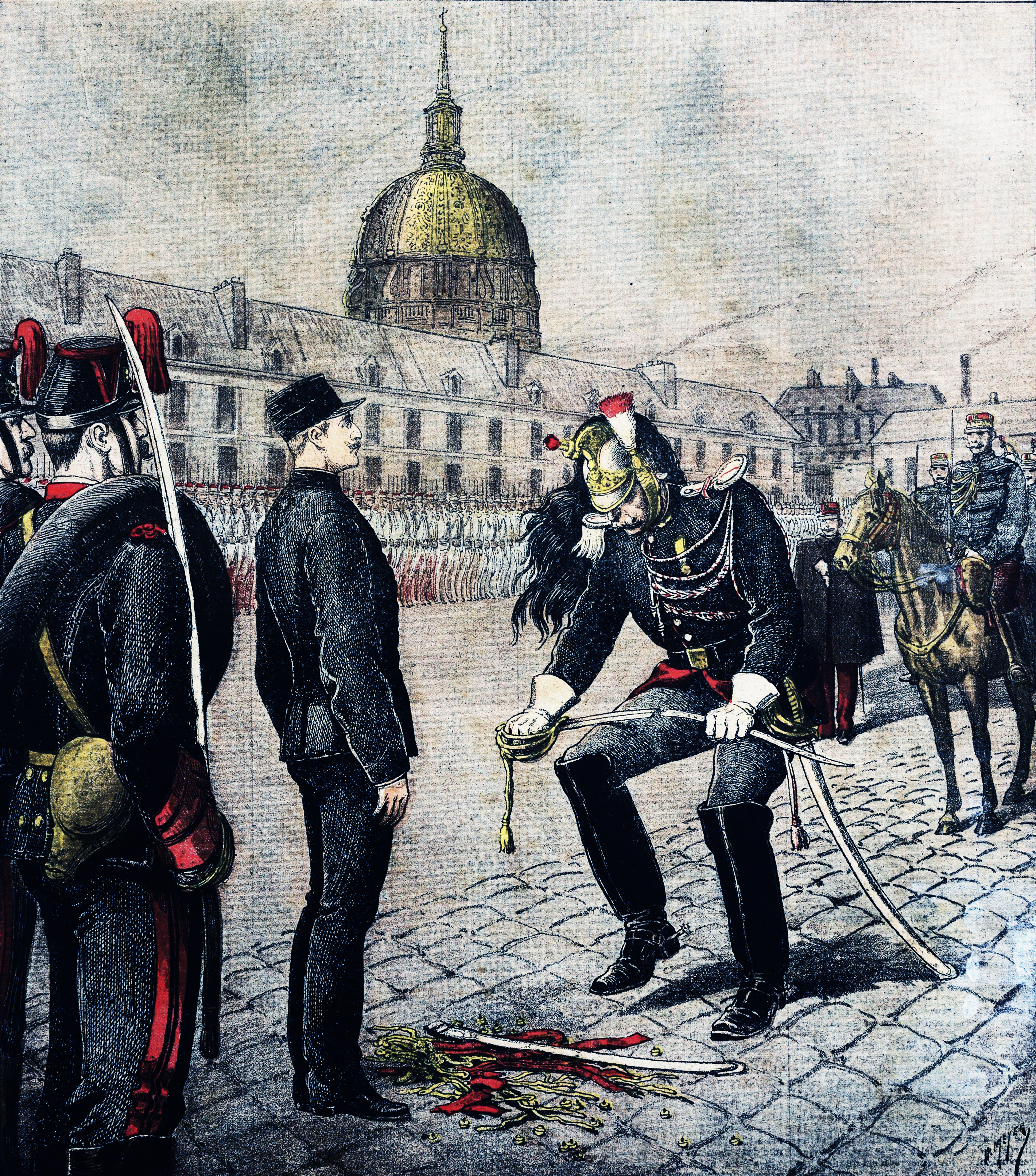
La degradazione di Alfred Dreyfus

Nel decennio successivo la politica interna della Terza Repubblica fu segnata da un'impronta accentuatamente moderata.
Fu un caso giudiziario a riaccendere in modo violento i contrasti tra le forze politiche e sociali, l'affare Dreyfus.
Nel 1894 un ufficiale di Stato maggiore israelita, il capitano Alfred Dreyfus, venne accusato di esercitare lo spionaggio favore della Germania e condannato alla deportazione a vita.
Nonostante fossero emersi, in seguito, fondati elementi a favore della sua innocenza gli ambienti militaristi si opposero alla revisione del processo.
Il paese si divise fra coloro che consideravano la condanna come l'affermazione dei valori nazionali e coloro che la consideravano come il trionfo del razzismo.
La polemica sul caso raggiunse il suo apice quando il noto romanziere Émile Zola scrisse su un giornale una lettera, il famoso Je accuse, denunciando che si commetteva consapevolmente un crimine giudiziario.
Dreyfus pur riconosciuto innocente, ma non ebbe la revisione del processo; successivamente amnistiato, venne riabilitato nel 1906.

## Movimento operaio

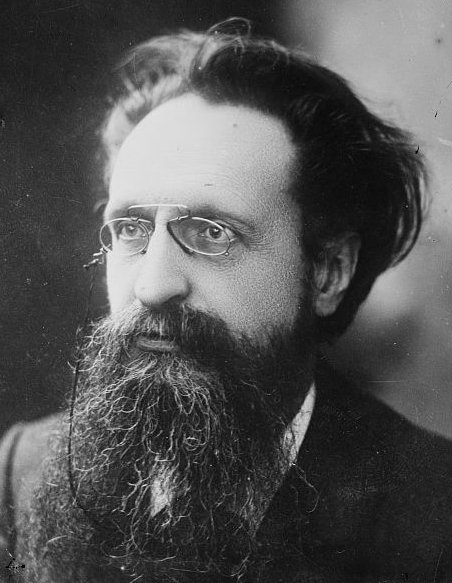
Jules Guesde

Il primo decennio della vita della Terza Repubblica vide il movimento operaio nella impossibilità di agire, concorse alla sua rinascita Jules Guesde, un leader influenzato dal marxismo.
Nel 1882 fondò il Partito Operaio Francese che, nel 1905, si sarebbe fuso con il Partito Socialista Francese guidato da Jean Jaurès per formare la Sezione Francese dell'Internazionale Operaia (SFIO).
Si aprì la via allo sviluppo sindacale, nel 1886 fu costituita a Lione la Federazione Nazionale dei Sindacati.
Ben presto si creò una frattura fra le organizzazioni politiche socialiste ed il movimento sindacale antiparlamentare e rivolto alla azione diretta del proletariato.
La ripresa del movimento operaio, a partire dagli anni ottanta, avvenne con forti tensioni con l'ordine costituito.

## Crisi industriale
La Francia nell'ultimo trentennio del secolo andò decelerando il proprio sviluppo industriale rispetto, anzitutto, a quello della Germania.
Intorno al 1880 nelle campagne viveva ancora il 68% della popolazione.
Il piccolo e medio risparmio favoriva una concentrazione enorme degli istituti finanziari, sicché furono i banchieri più che gli industriali a esercitare il peso prevalente nella politica del Paese.
Una delle maggiori cause del rallentamento dello sviluppo industriale del Paese fu certamente la perdita dei ricchissimi giacimenti di ferro dell'Alsazia-Lorena, regioni cedute dopo il crollo dell'impero di Napoleone III.
La Francia cercò dapprima di reagire alla crisi industriale mondiale del 1873-74 con una politica di grandi opere pubbliche, ma successivamente fece ricorso ad una legislazione protezionistica.

## L'impero coloniale
Ampi settori della classe dirigente videro nell'espansione coloniale un mezzo decisivo per l'arricchimento nazionale.
Sempre più decisivi fautori dell'espansionismo furono il grande capitale finanziario e quell'industriale: si definirono le colonie come la sede più vantaggiosa per collocare i capitali.
Fra il 1880 ed il 1914 la Francia conquistò l'85% dei territori del suo Impero, assumendo le vesti di maggiore potenza coloniale nel mondo dopo la Gran Bretagna.
Un posto centrale nella politica coloniale francese continuò a essere l'Algeria, occupata fin dal 1830, occupazione garantita dalla Legione straniera, fondata l'anno successivo.
La Francia procedette nel 1881 all'occupazione della Tunisia provocando attriti con l'Italia.
Nell'ultimo ventennio del secolo la Francia estese i suoi possedimenti nell'Asia occidentale ed equatoriale.
In Asia l'imperialismo francese continuò la penetrazione iniziata sotto il Secondo Impero, estendendo e consolidando il possedimenti nella penisola indocinese.
L'organizzazione dei paesi indocinesi venne affrontata dalla Francia combinando la linea della assimilazione con quella della relativa autonomia.

### Fonti primarie
- Massimo L. Salvadori, Storia dell'età contemporanea. Torino, Loescher, 1990. ISBN 88-201-2434-3.
- Pasquale Villani, L'età contemporanea. Bologna, Il Mulino, 1998. ISBN 88-15-06338-2.

### Approfondimento
- Alberto Caracciolo, Alle origini della storia contemporanea, 1700-1870. - Bologna, Il mulino, 1989. ISBN 88-15-02097-7.